# William Hugh Fullerton
William Hugh Fullerton (Wolverhampton, 11 de febrero de 1939) es un arabista, diplomático y administrador colonial británico.

## Biografía

### Estudios
Se graduó del Queens' College de la Universidad de Cambridge en 1962. Realizó una maestría en lenguas orientales en el mismo sitio en 1965. Hasta 1960, formaba parte de la reserva del ejército británico.

### Carrera
Trabajó en Uganda para la Royal Dutch Shell entre 1963 y 1965, uniéndose ese año al Ministerio de Relaciones Exteriores y de la Mancomunidad de Naciones (FCO), formando parte Centro de Estudios Árabes de Oriente Medio en Líbano. Entre 1966 y 1967 fue Oficial de información en Yeda y luego fue enviado misión británica ante las Naciones Unidas en Nueva York.
En los años 1970 desempeñó diversos cargos dentro del FCO y luego en Kingston, Jamaica, y entre 1980 y 1983 fue consejero económico y comercial de la embajada británica en Ankara, Turquía. En 1981 fue nombrado Cónsul General en Islamabad, Pakistán. Fue embajador del Reino Unido en Somalía entre 1983 y 1987, año en que es transferido brevemente al Ministerio de Defensa en Londres hasta 1988.
Se desempeñó como Gobernador del territorio británico de ultramar de las Islas Malvinas, en litigio con Argentina, entre octubre de 1985 y 1988; y como el último Alto Comisionado del Territorio Antártico Británico residente en Puerto Argentino/Stanley hasta 1990, cuando se transfiere el cargo a un Comisionado residente en Londres.
En los honores del cumpleaños de la reina de 1989, fue nombrado compañero de la Orden de San Miguel y San Jorge.
En 1991, fue nombrado como embajador en Kuwait, y en 1996 como embajador en Marruecos. Entre 2000 y 2011 fue miembro de la Junta de Síndicos del Centro Británico Árabe.
En 2004, junto a otros 51 diplomáticos británicos, firmó una carta contra Tony Blair por acompañar las políticas de Estados Unidos e Israel en Oriente Próximo.

### Vida personal
En cuanto a su vida personal, se casó con una ciudadana estadounidense oriunda de Brooklyn, Nueva York, con quien tuvo una hija.